# Park Seon-ho
Sean Ho Park est un coureur cycliste sud-coréen né le 15 mars 1984.

## Biographie
En 2008, il rejoint l'équipe Seoul Cycling avec laquelle il remporte 2 étapes du Tour de Corée-Japon. L'année suivante il s'impose par deux fois sur le Tour de Taïwan et sur le  Tour de Thaïlande, à trois reprises sur le Tour de Corée et une fois sur le Tour de Hainan.

## Palmarès sur route

### Par années
- 2008
  - 2e et 8e étapes du Tour de Corée-Japon
- 2009
  - 1re et 5e étapes du Tour de Taïwan
  - 1re et 2e étapes du Tour de Thaïlande
  - 2e, 3e et 10e étapes du Tour de Corée
  - 5e étape du Tour de Hainan
- 2010
  - 3e et 5e étapes du Tour de Corée

### Classements mondiaux
| Année         | 2006 | 2007 | 2008 | 2009 | 2010 | 2011 |
| ------------- | ---- | ---- | ---- | ---- | ---- | ---- |
| UCI Asia Tour | 243e |      | 108e | 19e  | 48e  | 283e |

## Palmarès sur piste

### Jeux olympiques
- Londres 2012
  - 10e de la poursuite par équipes

### Championnats du monde
- Melbourne 2012
  - 10e de la poursuite par équipes

### Championnats d'Asie
- 2010
  -  Champion d'Asie de poursuite par équipes (avec Cho Ho-sung, Hwang In-hyeok et Jang Sun-jae)
  -  Champion d'Asie de l'américaine (avec Jang Sun-jae)
- Nakhon Ratchasima 2011
  -  Champion d'Asie de poursuite par équipes (avec Jang Sun-jae, Park Keon-woo et Park Sung-baek)
- Kuala Lumpur 2012
  -  Champion d'Asie de poursuite par équipes (avec Jang Sun-jae, Park Keon-woo et Park Sung-baek)
- New Dehli 2013
  -  Champion d'Asie de poursuite par équipes (avec Jang Sun-jae, Park Keon-woo et Park Sung-baek)
- Astana 2014
  -  Médaillé de bronze de la poursuite par équipes

### Jeux asiatiques
- Guangzhou 2010
  -  Médaillé d'or de la poursuite par équipes (avec Ho Sung Cho, Hwang In-hyeok et Jang Sun-jae)
- Incheon 2014
  -  Médaillé d'argent de la poursuite par équipes